# Piazza Kontraktova
Piazza Kontraktova (in ucraino Контрактова площа?, Kontraktova plošča) è la piazza più importante nello storico distretto di Podil e la più antica della città di Kiev. Viene anche chiamata piazza dei Contratti, costituendo un centro economico rilevante, oltre che culturale e nodo nella rete urbana dei trasporti, servita dalla linea Obolons'ko-Teremkivs'ka.

## Storia

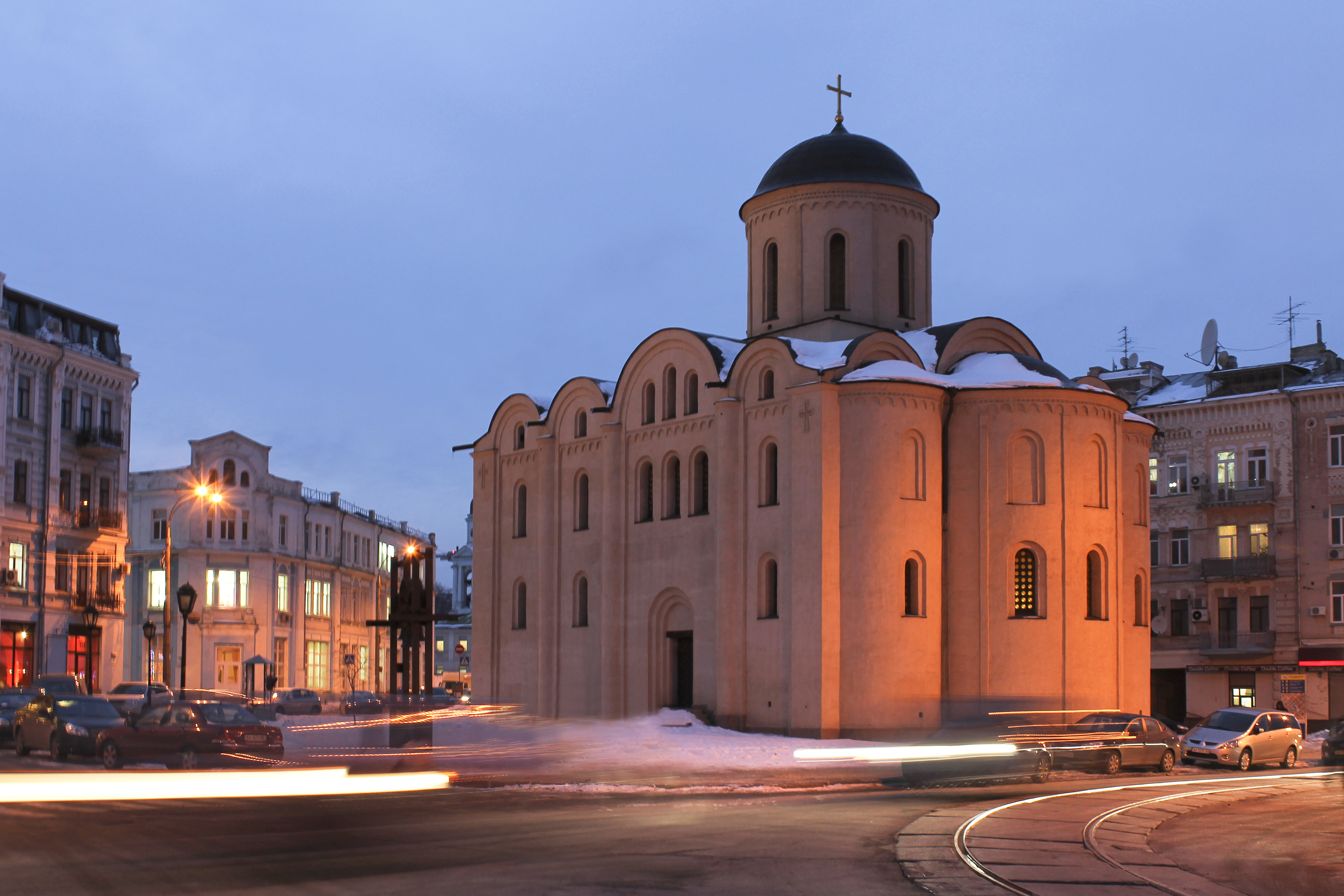
Chiesa di Pyrohošča

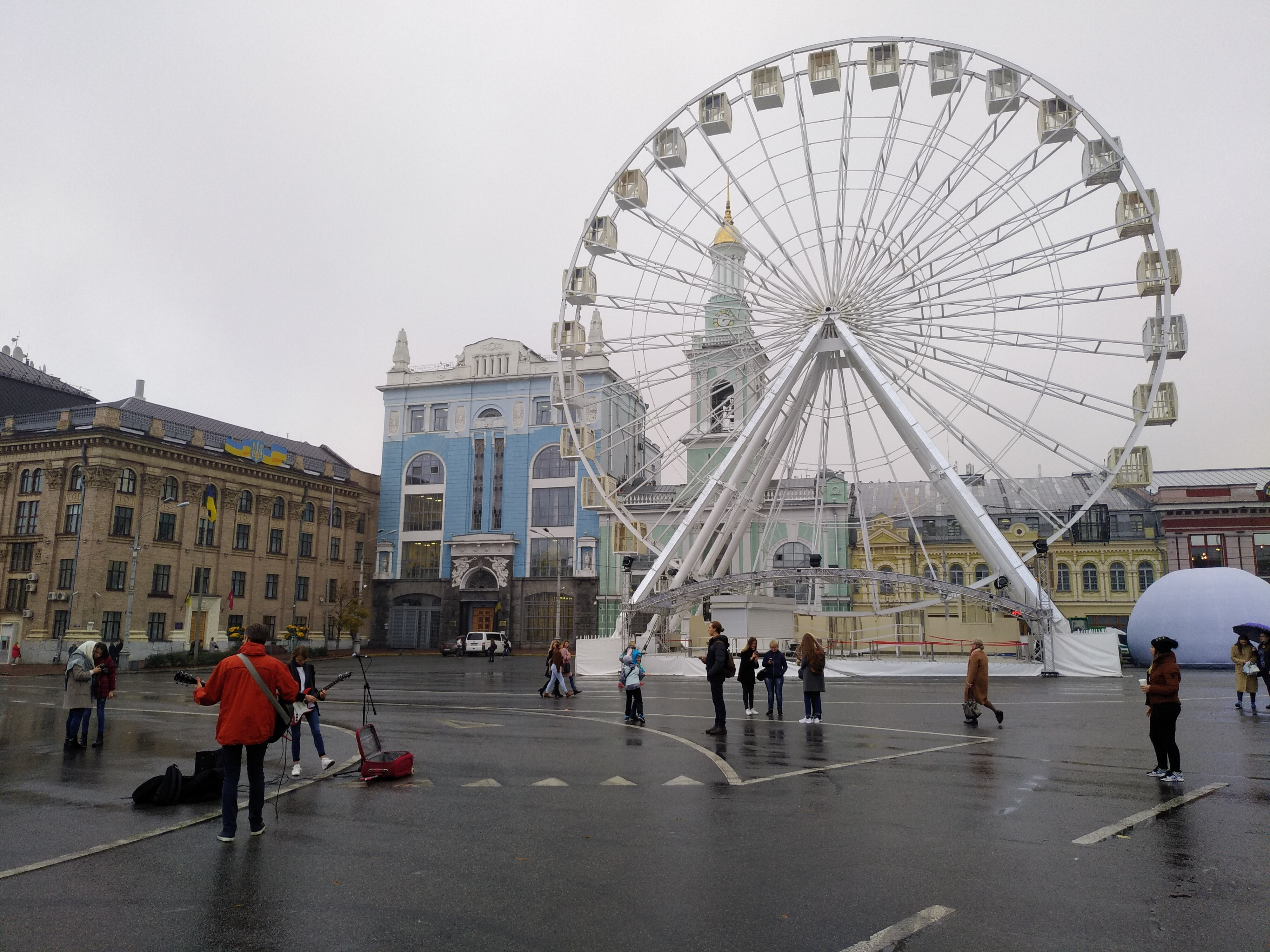
Grande ruota panoramica

Il luogo è noto sin dai tempi della Rus' di Kiev e nella prima metà del XII qui venne edificata la chiesa della Madre di Dio, anche nota come chiesa di Pyrohošča. 
Dopo il saccheggio che la città subì da parte delle forze di Batu Khan nel 1240 e la distruzione della Città Alta la piazza divenne la più importante della città. Dal XV secolo ospitò un municipio e a partire dal XVI secolo accanto alla piazza fu edificato il monastero della Confraternita. Mantenne il suo ruolo centrale sino alla metà del XIX secolo, quando assunse maggiore importanza Majdan Nezaležnosti.
Nel corso del tempo le vennero dati vari nomi: dal 1869 al 1919 fu piazza Alessandro in onore dell'imperatore russo Alessandro II, dal 1919 al 1944 piazza Rossa, e poi piazza Kontraktova.

## Luoghi d'interesse
I principali punti della piazza sono:
- Chiesa della Madre di Dio o di Pyrohošča.
- Monumento al cosacco Petro Konaševyč-Sahaidačny.
- Palazzo di corte, del XIX secolo.
- Casa dei Contratti.
- Fontana di Sansone, monumento architettonico ricostruito.
- Monumento a Hryhorij Skovoroda.
- Complesso dell'Accademia Mogila di Kiev.
- Grande ruota panoramica.